# Pieterlen
Pieterlen (berndeutsch [piətərlə], französisch Perles, frankoprovenzalisch [peːrl]) ist eine Einwohnergemeinde im Schweizer Kanton Bern. Sie gehört zum Verwaltungskreis Biel/Bienne.
Mit gleichem Namen existieren auch eine evangelisch-reformierte und eine römisch-katholische Kirchgemeinde sowie eine Burgergemeinde.

## Geographie

Luftbild aus 400 m von Walter Mittelholzer (1925)

Die Nachbargemeinden von Norden beginnend im Uhrzeigersinn sind Lengnau BE, Meinisberg, Safnern, Biel/Bienne, Sauge und Romont BE. Pieterlen liegt am Jurasüdfuss im Berner Seeland.

## Bevölkerung
Die deutschsprachige Gemeinde Pieterlen liegt an der französischen Sprachgrenze. Eine deutliche Mehrheit spricht Deutsch (90 %), es folgt Französisch (10 %).
| Bevölkerungsentwicklung | Bevölkerungsentwicklung |
| Jahr                    | Einwohner               |
| ----------------------- | ----------------------- |
| 1726                    | 296                     |
| 1870                    | 775                     |
| 1950                    | 2375                    |
| 1960                    | 2978                    |
| 1970                    | 3485                    |
| 1980                    | 3045                    |
| 1990                    | 3420                    |
| 2005                    | 3352                    |
| 2010                    | 3543                    |
| 2017                    | 4290                    |
| 2023                    | 5168                    |

## Geschichte
Ausgrabungen in den Dorfteilen «Schlangern» und «Leimern» belegen, dass es schon in der mittleren Steinzeit, also vor mehr als 5000 Jahren, nomadisierende Jäger-Fischer in der Gegend gab. Ebenso zeugen Ausgrabungen im Dorfteil «Badhaus» von römischen Siedlungen.
Die erste urkundliche Erwähnung findet sich 1228 als Perla; weitere früh erwähnte Namenformen sind Peterlo und Beterlon 1255, Pelle 1258, Bieterlon 1259, Bieterlo 1263 und Beterlon 1267. Der Name geht womöglich auf ein diminutivisches *petrula ‹kleiner Fels, Stein›, zu lateinisch petra ‹Fels, Stein› zurück und könnte sich ursprünglich auf die heutige Chilcheflue bezogen haben. Als Grundform möglich ist aber auch ein kollektivisches *petrula, die sich dann auf beide Flühen bei Pieterlen bezogen hätte. Der frankoprovenzalische Namen Pērl und der deutsche Name Pieterlen zeigen je verschiedene einzelsprachliche Entwicklungen: der frankoprovenzalische den lautgesetzlichen Schwund des ursprünglichen /d/, der deutsche die lautgesetzliche Verschiebung von /d/ zu /t/.
Die älteste erhaltene Urkunde von einer Kirche Pieterlen stammt von 1228, und zwar vom Bischof von Lausanne. Die erste Erwähnung der Edlen von Pieterlen geschieht in einer Pergamenturkunde von 1255. Die ältesten erhaltenen Siegel dieser Ritter – mit dem aufrecht gehenden Löwen, nach denen das heutige Wappen geschaffen worden ist – stammen von 1273.
Wann und unter welchen Umständen Pieterlen, das kirchlich zum Bistum Lausanne gehörte, unter die weltliche Herrschaft der Fürstbischöfe von Basel geriet, steht nicht fest. Der unnatürliche Verlauf der Südgrenze des Fürstbistums zwischen Neuenstadt und Pieterlen lässt auf langwierige Auseinandersetzungen mit dem Grafenhaus von Neuenburg-Nidau schliessen.
Die ersten genaueren Angaben über die Rechts- und Grenzverhältnisse gibt der «Rodel von Pieterlen», datiert aus dem Jahr 1370. Durch Kauf ging Pieterlen 1416 an das Kloster Bellelay (im Jura), und von nun an zinsten (bezahlten Steuern) die Pieterler Bauern ihrem neuen Grundherrn, dem Abt von Bellelay.
Die neuen politischen und wirtschaftlichen Verhältnisse dauerten 400 Jahre lang, bis Pieterlen 1815, nach den kurzen Wirren der Franzosenzeit, zum Staat Bern geschlagen wurde.
In diese Zeit fällt auch der grosse Dorfbrand, welcher am 30. August 1726 ausbrach und in wenigen Stunden 28 Häuser und etliche Speicher und Scheunen in Asche legte.
In Pieterlen bestand zunächst eine gemischte Gemeinde, wie man sie als Verbindung von Burger- und Einwohnergemeinde im Jura noch heute antrifft. Doch die beginnende Industrialisierung und die allgemeine Bevölkerungszunahme, verbunden mit der Niederlassungsfreiheit, brachten Schwierigkeiten wegen der Verwendung der burgerlichen Güter, an denen die nichtburgerlichen Einwohner Anteil verlangten.
So kam es zu einem Ausscheidungsvertrag, der am 1. Januar 1861 in Kraft trat: Der Burgergemeinde fielen zur Hauptsache Wald und Land zu, während die Einwohnergemeinde mit einem Kapital von 80'000 Franken ausgesteuert wurde.
Mit der Einführung der Bundesverfassung von 1848 profitierte Pieterlen von den liberalen Ideen betreffend Menschen- und Bürgerrechten ebenso wie vom Aufschwung von Wissenschaft und Technik:
- neue Hauptstrasse 1853
- Eisenbahnlinie 1857
- Industrialisierung (Uhrensteine und Ziegel) um 1900
- Versorgung mit elektrischer Energie 1904.

So wurde aus dem Bauerndorf ein Industrieort, und aus den Acker- und Rebbauern und Kleinhandwerkern wurden Industrie- und Heimarbeiter. Erst nach 1950 stellte sich jedoch ein gewisser dauernder Wohlstand ein.
Nach mehr als 30 Jahren Planungs- und Bauzeit und 16 Jahren Verspätung auf den ursprünglich geplanten Baustart konnte die Autobahn N 5 (heute A5) gerade noch rechtzeitig vor der EXPO 02 dem Verkehr übergeben werden. Die Autobahn war denn auch Auslöser für zahlreiche Veränderungen, welche das Gesicht des Dorfes nachhaltig prägten. Die Güterzusammenlegung in der Landwirtschaft und die Renaturierung der Leugene wären wohl ohne dieses nationale Bauwerk nicht realisiert worden.
Mit der Eröffnung der Autobahn am 18. April 2002 wurde somit die Grundlage für einen weiteren grossen Entwicklungsschritt des Standortes Pieterlen vom «Dörfli» zur vielfältigen Agglomerationsgemeinde gemacht. So hat die Bevölkerung von 2003 bis Ende 2017 ein Wachstum von zusätzlich 920 Einwohnern (+ 21 %) auf gesamthaft 4'290 Personen erfahren. In diesem Zeitraum wurde die Ziegelei modernisiert, und international tätige Unternehmungen wie die Festo Microtechnology AG, Stähli Läpp Technik AG oder Petracca Sàrl tragen den Namen Pieterlen in alle Welt.

## Verkehr

### Strasse
Pieterlen verfügt über ein gutes Verkehrsnetz sowie einen direkten Autobahnanschluss an die Autobahn A5. Durch den Bau der Autobahn nahm die Verkehrsbelastung im Dorf markant ab.

### Öffentlicher Verkehr
Pieterlen wird durch den öffentlichen Verkehr wie folgt bedient:
Bahnlinien Schweizerische Bundesbahnen (SBB):
- Pieterlen – Biel
- Pieterlen – Grenchen Süd – Solothurn – Olten

Buslinie Aare Seeland mobil (ASm)
- Linie 73: Pieterlen – Biel-Bözingen – Reuchenette-Péry

## Politik
Gemeindepräsident ist Beat Rüfli (seit 1. Januar 2016; gewählt bis 31. Dezember 2027).
Die Stimmenanteile der Parteien anlässlich der Nationalratswahl 2023 betrugen: SVP 36,8 % (−0,6 %), SP 16,6 % (+1,5 %), FDP 8,7 % (−0,1 %), Mitte 8,5 % (−1,4 %), glp 8,3 % (+1,1 %), GPS 7,3 % (−1,2 %), EVP 5,7 % (+1,1 %), EDU 4,1 % (+2,0 %).

## Sonstiges
1992 bis 2018 pflegte die Gemeinde eine Freundschaft zur tschechischen Partnergemeinde Trest, eine Stadt im Herzen der Böhmisch-Mährischen Höhe auf halbem Weg zwischen Wien und Prag.

## Bilder

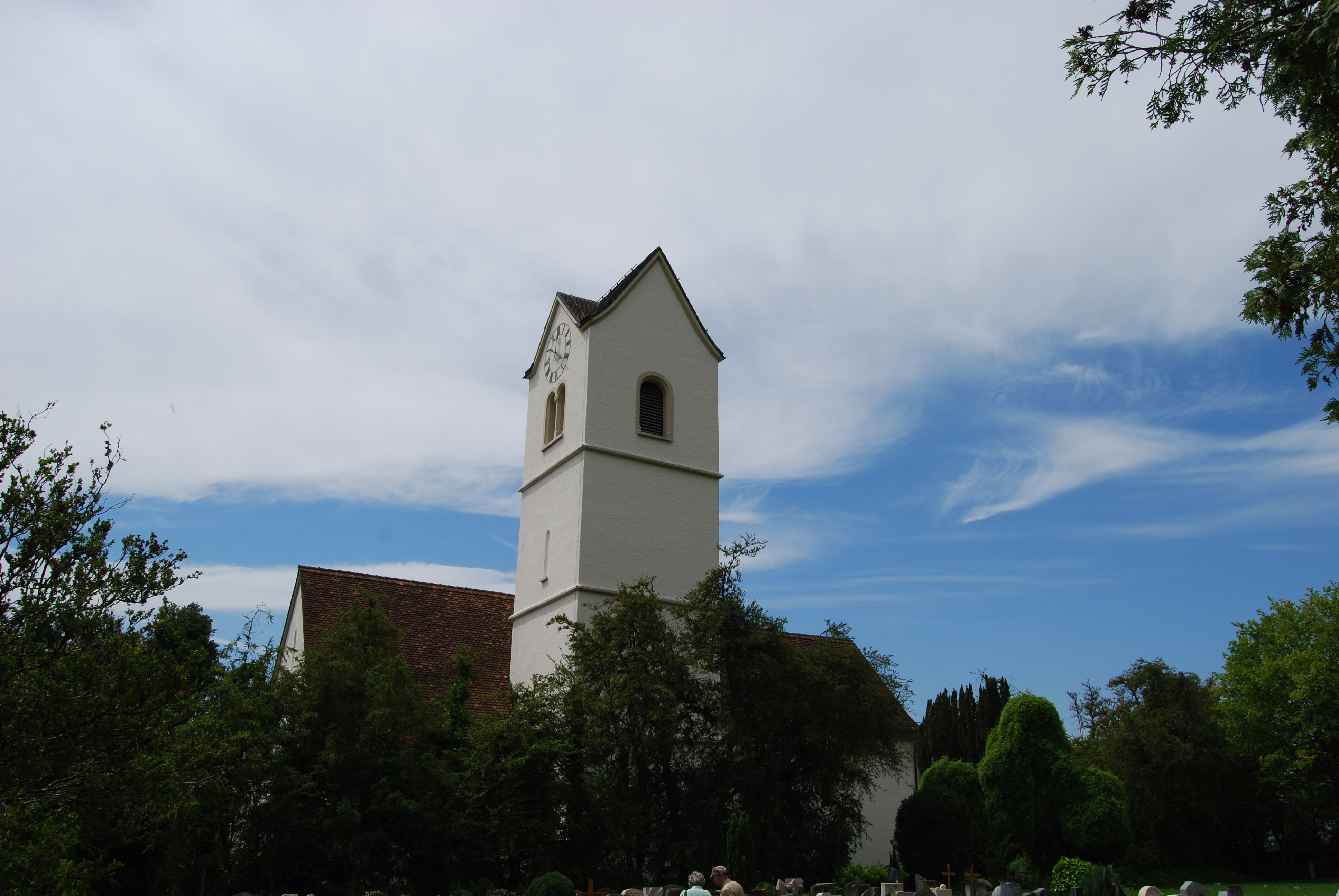
Reformierte Kirche Pieterlen
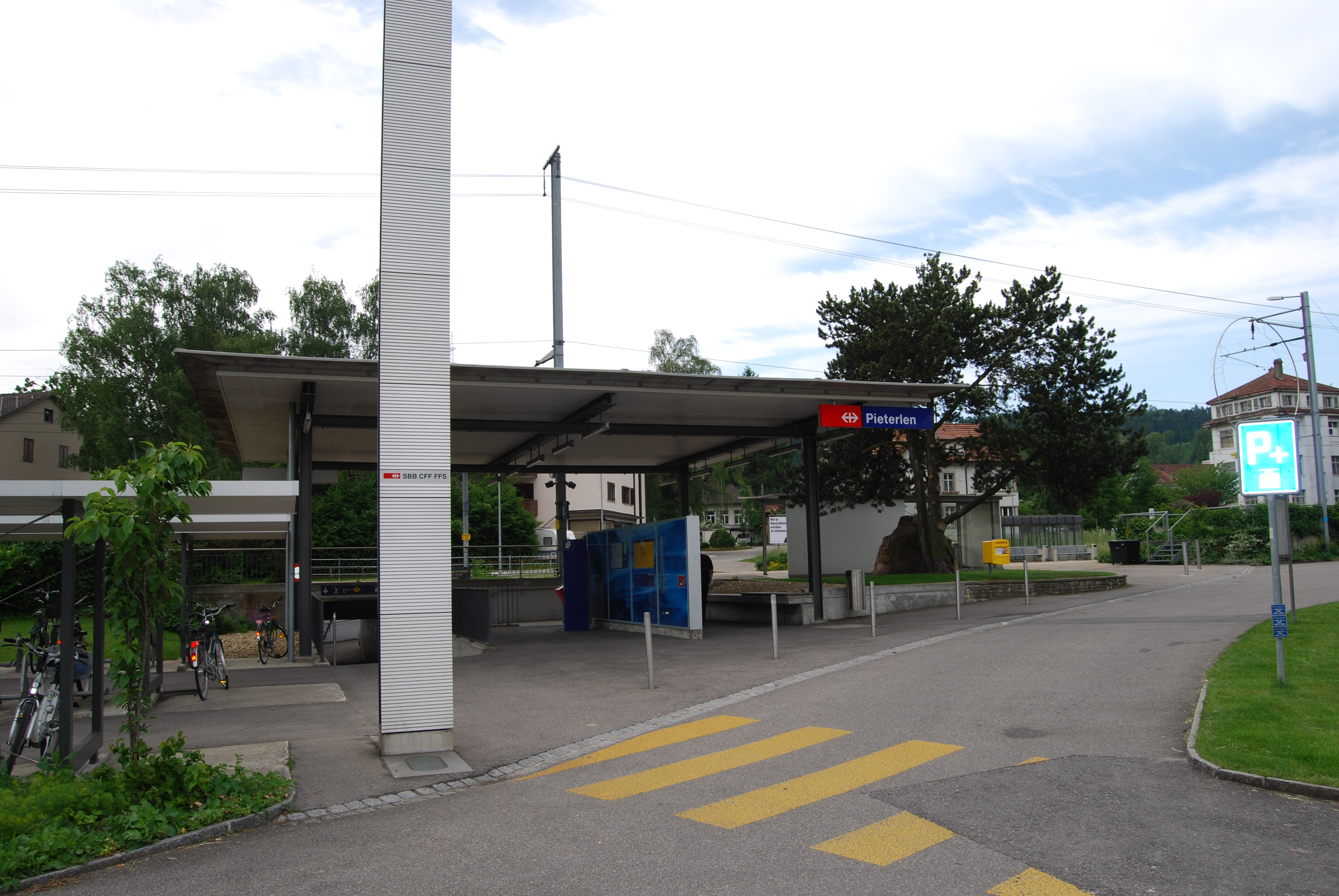
Bahnhof Pieterlen
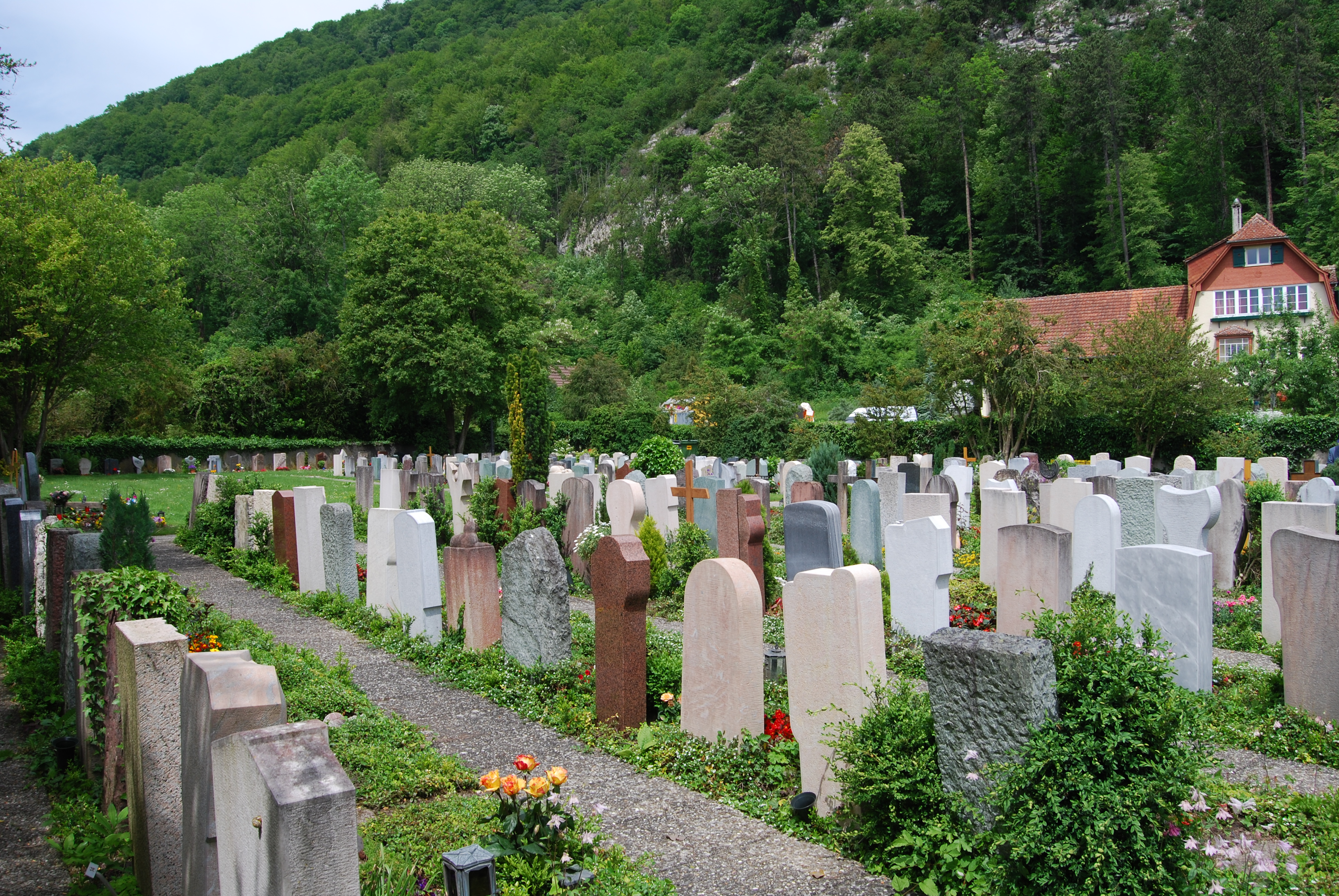
Friedhof Pieterlen
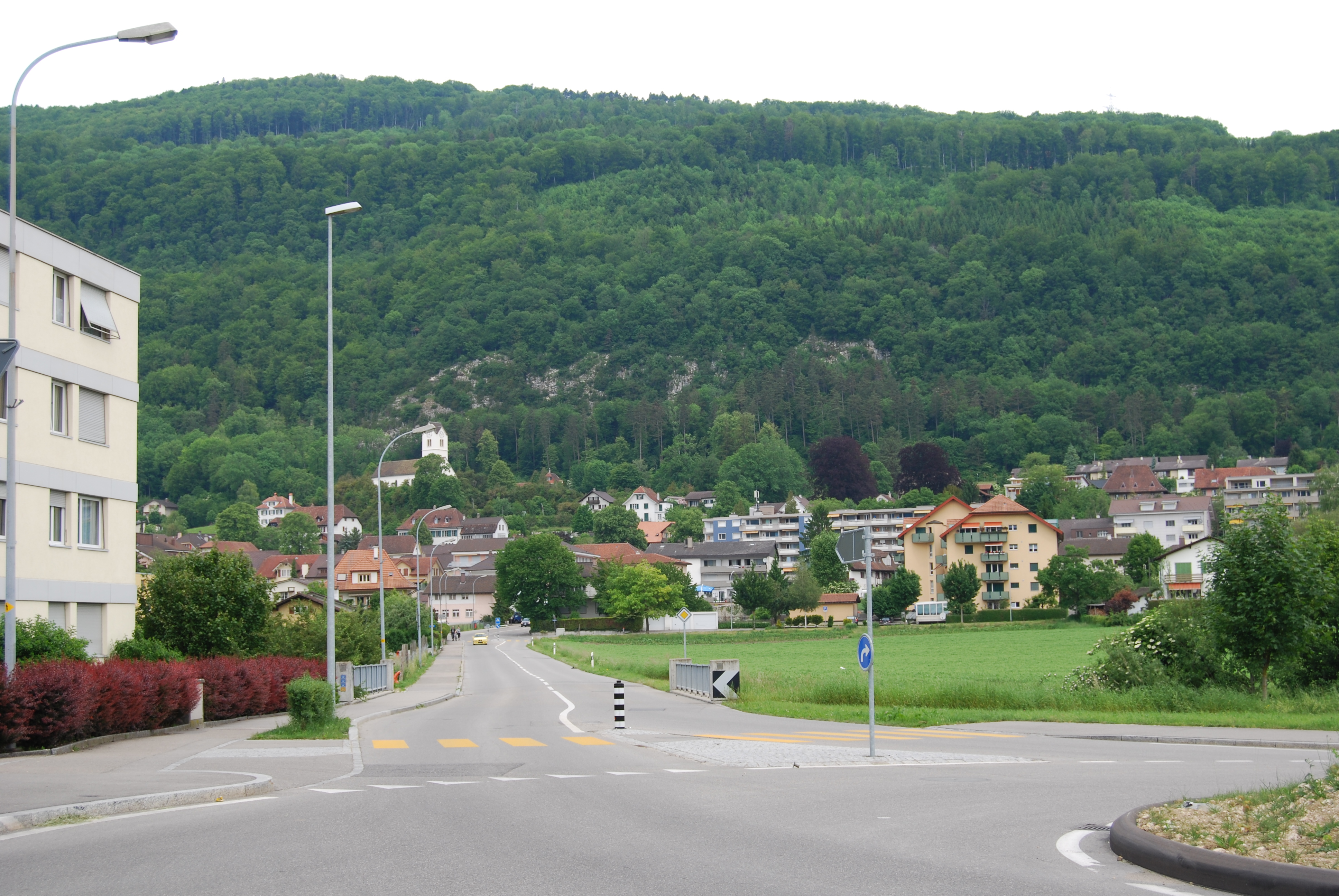
Blick auf Dorf und Kirche

## Persönlichkeiten
- Johann Conrad Gottfried Wildermett (1677–1758), evangelischer Geistlicher und Kirchenlieddichter
- Gertrud Burkhalter (1911–2000), Mundartdichterin, verbrachte ihre Kindheit in Pieterlen. Die Treppe zwischen Alter Landstrasse und Brunnenweg wird ab Mai 2025 zu ihrem Gedenken neu als Gertrud-Burkhalter-Stäge benannt.